# Return Merchandise Authorization
RMA (англ. Return merchandise authorization) — повернення неякісних або несправних виробів продавцеві, дистриб'ютору або безпосередньо виробнику для заміни, ремонту чи відшкодування вартості.
RMA зазвичай здійснюється в кілька етапів:
1. Подача заявки на повернення, під час якої встановлюється можливість повернення (перевіряється наявність записів про продаж, терміну гарантії). Зазвичай заявка оформлюється на спеціальному бланку (RMA form), після обробки заявки їй присвоюється обліковий номер (RMA number), що застосовується в подальшому для обліку та маркування виробів, які пересилаються.
2. Відправка дефектних виробів постачальнику.
3. Підтвердження отримання виробів.
4. Заміна чи відновлення (або відмова в заміні).
5. Пересилання виробу покупцеві (або повернення коштів).

Часто для підвищення швидкості роботи відшкодування здійснюється за фактом заповнення RMA[джерело?].